# 湖南省国防动员办公室
湖南省国防动员办公室是中华人民共和国湖南省人民政府管理湖南省国防动员工作的直属机构。

## 内设机构
- 秘书处
- 指挥通信处
- 工程管理处
- 财务（平战）处
- 法规处
- 人事处
- 机关党委
- 纪检监察室[1]

## 直属机构
- 湖南省二0二工程管理处
- 湖南省人防指挥信息保障中心
- 湖南省人防工程质量监督站、湖南省人防工程建设造价管理站
- 湖南省人防机关后勤服务中心[2]